# Michael Rasmussen
Michael Rasmussen (Tølløse, Dinamarca, 1 de juny del 1974) va ser un ciclista danès que fou professional de 2001 a 2012.
Era un escalador i especialista a provar d'aconseguir victòries d'etapa espectaculars en etapes de muntanya, escapant-se del pilot al principi de l'etapa i corrent sol durant la majoria de l'etapa.
Era conegut per la seva obsessió pel més mínim detall quant al pes, i modificava la seva bicicleta perquè fos més lleugera. Quan escalava, no portava bidons d'aigua perquè pesaven massa. Al Tour de França 2006, va ajustar la bicicleta perquè pesés només deu grams més del mínim permès; arrancava adhesius innecessaris de la bicicleta i es remorejà que era el ciclista professional amb el menor percentatge de greix corporal.
El seu sobrenom és Kyllingen ('gallina' en danès) o Chicken Legs ('Potes de Gallina'), però això no tenia res a veure amb la seva anatomia. El sobrenom ve de quan era un corredor de ciclisme de muntanya, quan tenia un parell de companys d'equip que miraven el programa danès per a nens Bamses Billedbog, que inclou un os i una gallina. Un dels seus companys tenia el sobrenom d'Ós, de manera que a Rasmussen li van dir Gallina.
Va participar en els Jocs Olímpics de Sydney en Ciclisme de muntanya, i als d'Atenes en ruta

## Trajectòria esportiva
Rasmussen va començar la seva carrera com a corredor en ciclisme de muntanya, una especialitat en què es proclamà campió del món el 1999 abans de firmar un contracte de aprenent amb l'equip professional CSC-Tiscali el 2001. Va aconseguir un contracte per la temporada 2002, i després d'una sèrie de bones actuacions a l'agost i el setembre, incloent-hi la seva primera victòria com a professional, va fitxar per l'equip Rabobank a la temporada 2003.
El seu primer Tour de França va ser el del 2004, una edició en què no va aconseguir cap victòria ni tampoc va poder derrotar el francès Richard Virenque en la lluita pel maillot de la muntanya. A partir d'aleshores, va demanar al seu equip que li permetessin entrenar-se completament sol i concentrar-se exclusivament en el Tour de França a la temporada 2005, i se li va concedir.

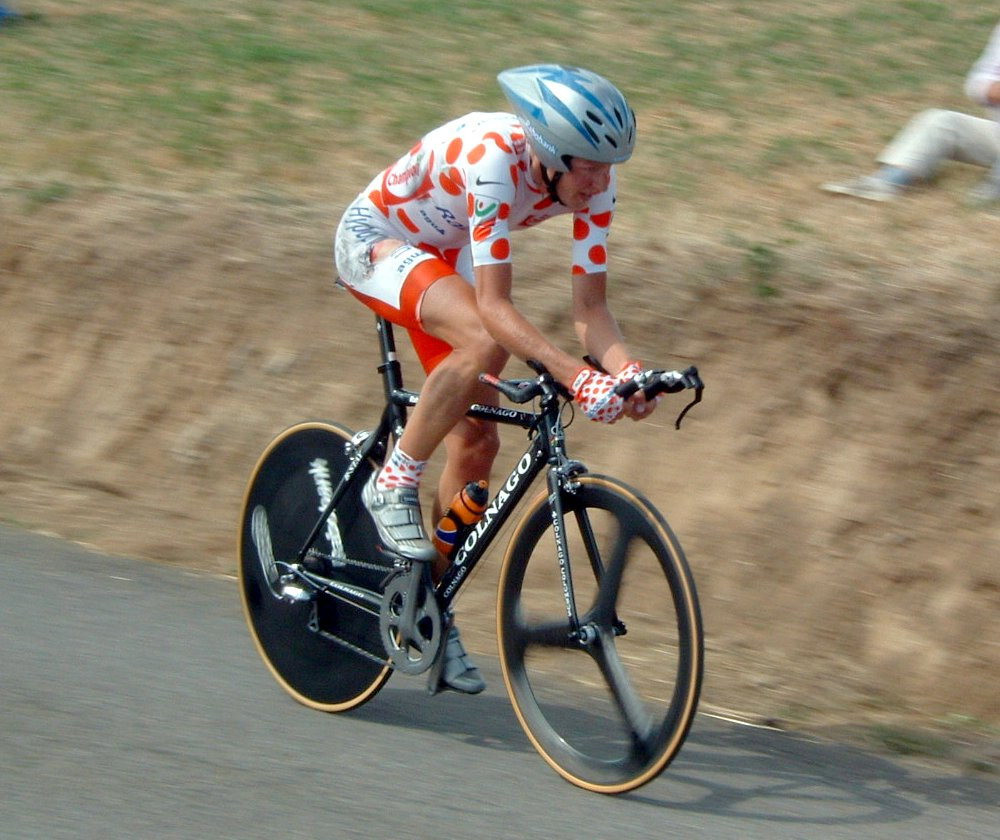
Tour de França 2005: Rasmussen porta el mallot de la muntanya a l'etapa 20 (una crono individual). Duu dues ferides d'una caiguda anterior.

Al Tour de França 2005, el seu entrenament va donar resultat quan va aconseguir el mallot de la muntanya a la vuitena etapa. L'endemà, va guanyar l'etapa després de córrer tot sol durant el 75% de l'etapa. Gràcies a aquesta escapada i una bona actuació a l'etapa que acabava a Courchevel, es va col·locar en posició de podi, però a la vintena etapa, una contrarellotge, va tenir una actuació desastrosa: va caure després de quatre quilòmetres, va canviar dues vegades de bicicleta i dues més de roda, tot això abans de caure a la cuneta. La primera caiguda li va fer perdre la confiança i en una sola etapa va caure de la tercera a la setena posició a la general. Com a consolació per haver perdut la tercera plaça del podi, que va aconseguir Jan Ullrich, va guanyar la classificació de la muntanya.
Al Tour de França 2006, va acabar en una bona posició a la general malgrat que el líder del Rabobank era Denís Ménxov. També va guanyar el mallot de la muntanya per segona vegada consecutiva i la setzena etapa del Tour, en la qual també es va endur el Souvenir Henri Desgrange per ser el primer ciclista a coronar el Coll del Galibier.
L'any 2007 va ser més problemàtic per Rasmussen. Un mes abans del Tour de France, Anne Gripper, de la Unió Ciclista Internacional, va fer públic que l'UCI seguia amb lupa certs ciclistes (els "homes de negre") per les seves pràctiques estranyes en relació als controls antidopatge. Tot i que no va dir noms, alguns mitjans de comunicació van suggerir que es tractava d'alguns corredors del Team Astana i de Michael Rasmussen.
En arribar les muntanyes del Tour, Rasmussen va fer una de les seves escapades i, després de deixar Antoni Colom i David Arroyo a l'ascensió final a Tignes, es va endur l'etapa, el mallot de la muntanya i el mallot groc, que va conservar durant la resta del periple alpí.
Ningú no s'esperava que Rasmussen pogués conservar-lo després de la crono d'Albi, però el dia de descans va haver de fer front a noves acusacions: la Federació Danesa de Ciclisme l'havia exclòs de l'equip nacional danès després que Rasmussen no informés l'agència antidopatge d'on se'l podia localitzar per fer-li possibles controls antidopatge. A més, un ex-corredor de mountain bike el va acusar d'haver intentat enganyar-lo perquè li portés un substitut sanguini dels Estats Units a Europa. Tanmateix, Rasmussen no va quedar afectat per les acusacions i va fer una contrarellotge excepcional, arribant a doblar Alejandro Valverde i conservant el seu mallot groc amb un marge de més d'un minut sobre Cadel Evans.
El 25 de juliol del 2007, dia en què Rasmussen va guanyar la setzena etapa, assegurant virtualment la victòria global al Tour, va ser expulsat pel seu equip, el Rabobank, i conseqüentment retirat de la carrera. Davide Cassani, un comentarista de ciclisme italià, anterior ciclista professional, havia assegurat haver vist Rasmussen entrenant a les Dolomites italianes en unes dates en les que el mateix Rasmussen havia declarat que havia estat entrenant a Mèxic. D'acord amb les primeres notícies, quan el director d'equip li va interrogar sobre aquesta acusació, Rasmussen ho va admetre tot, fet que li comportà l'expulsió de l'equip i del Tour. Posteriorment el ciclista va negar haver fet aquesta confessió.

## Palmarès en ciclisme de muntanya
- 1999
  -  Campió del món en Camp a través

## Palmarès en ruta
- 2001
  - Vencedor d'una etapa a la Jadranska Magistrala
- 2002
  - 1r al Giro dell'Emilia
  - Vencedor d'una etapa a la Volta a Burgos
- 2003
  - Vencedor d'una etapa a la Volta a Espanya
- 2004
  - Vencedor d'una etapa a la Dauphiné Libéré
- 2005
  - Vencedor d'una etapa al Tour de França i Maillot de la muntanya
- 2006
  - Vencedor d'una etapa al Tour de França i Maillot de la muntanya
- 2007
  - Vencedor de 2 etapes al Tour de França
- 2009
  - Vencedor del Pròleg a la Volta a Chihuahua
- 2011
  - Vencedor d'una etapa a la Volta a Sèrbia
- 2012
  - 1r al Gran Premi Ringerike

### Resultats al Tour de França
- 2004. 14è de la classificació general
- 2005. 7è de la classificació general. Vencedor d'una etapa i  Gran Premi de la muntanya
- 2006. 18è de la classificació general. Vencedor d'una etapa i  Gran Premi de la muntanya
- 2007. Expulsat per l'equip. Vencedor de dues etapes.

### Resultats al Giro d'Itàlia
- 2002. 45è de la classificació general
- 2005. Abandona (15a etapa)
- 2006. Abandona
- 2007. 48è de la classificació general

### Resultats a la Volta a Espanya
- 2003. 7è de la classificació general. Vencedor d'una etapa
- 2006. Abandona (17a etapa)